# 二八佳人花公子
《二八佳人花公子》（英語：Arthur）是1981年上映的美國喜劇電影，編劇和導演是斯蒂夫·戈登。主演是達德利·摩爾與麗莎·明內利。這部電影是1981年美國票房第四高的電影，並且贏得了這一年的奧斯卡最佳男配角獎。電影也被評為AFI百年百大喜劇電影。續集《二八佳人花公子續集》於1988年上映，而翻拍電影《阿舍正傳》則在2011年上映。

## 外部連結
- 互联网电影数据库（IMDb）上《Arthur》的资料（英文）
- AllMovie上《Arthur》的资料（英文）
- Box Office Mojo上《Arthur》的資料（英文）
- 爛番茄上《Arthur》的資料（英文）